# Mankato, Kansas
Mankato là một thành phố thuộc quận Jewell, tiểu bang Kansas, Hoa Kỳ. Năm 2010, dân số của xã này là 869 người.

## Khí hậu
| Dữ liệu khí hậu của Mankato, Kansas, 1991–2020 normals, extremes 1893–2005 | Dữ liệu khí hậu của Mankato, Kansas, 1991–2020 normals, extremes 1893–2005 | Dữ liệu khí hậu của Mankato, Kansas, 1991–2020 normals, extremes 1893–2005 | Dữ liệu khí hậu của Mankato, Kansas, 1991–2020 normals, extremes 1893–2005 | Dữ liệu khí hậu của Mankato, Kansas, 1991–2020 normals, extremes 1893–2005 | Dữ liệu khí hậu của Mankato, Kansas, 1991–2020 normals, extremes 1893–2005 | Dữ liệu khí hậu của Mankato, Kansas, 1991–2020 normals, extremes 1893–2005 | Dữ liệu khí hậu của Mankato, Kansas, 1991–2020 normals, extremes 1893–2005 | Dữ liệu khí hậu của Mankato, Kansas, 1991–2020 normals, extremes 1893–2005 | Dữ liệu khí hậu của Mankato, Kansas, 1991–2020 normals, extremes 1893–2005 | Dữ liệu khí hậu của Mankato, Kansas, 1991–2020 normals, extremes 1893–2005 | Dữ liệu khí hậu của Mankato, Kansas, 1991–2020 normals, extremes 1893–2005 | Dữ liệu khí hậu của Mankato, Kansas, 1991–2020 normals, extremes 1893–2005 | Dữ liệu khí hậu của Mankato, Kansas, 1991–2020 normals, extremes 1893–2005 |
| Tháng                                                                      | 1                                                                          | 2                                                                          | 3                                                                          | 4                                                                          | 5                                                                          | 6                                                                          | 7                                                                          | 8                                                                          | 9                                                                          | 10                                                                         | 11                                                                         | 12                                                                         | Năm                                                                        |
| -------------------------------------------------------------------------- | -------------------------------------------------------------------------- | -------------------------------------------------------------------------- | -------------------------------------------------------------------------- | -------------------------------------------------------------------------- | -------------------------------------------------------------------------- | -------------------------------------------------------------------------- | -------------------------------------------------------------------------- | -------------------------------------------------------------------------- | -------------------------------------------------------------------------- | -------------------------------------------------------------------------- | -------------------------------------------------------------------------- | -------------------------------------------------------------------------- | -------------------------------------------------------------------------- |
| Cao kỉ lục °F (°C)                                                         | 77 (25)                                                                    | 80 (27)                                                                    | 89 (32)                                                                    | 99 (37)                                                                    | 100 (38)                                                                   | 108 (42)                                                                   | 111 (44)                                                                   | 110 (43)                                                                   | 108 (42)                                                                   | 96 (36)                                                                    | 84 (29)                                                                    | 78 (26)                                                                    | 111 (44)                                                                   |
| Trung bình ngày tối đa °F (°C)                                             | 37.1 (2.8)                                                                 | 41.8 (5.4)                                                                 | 53.0 (11.7)                                                                | 63.3 (17.4)                                                                | 73.4 (23.0)                                                                | 84.7 (29.3)                                                                | 90.5 (32.5)                                                                | 87.8 (31.0)                                                                | 79.3 (26.3)                                                                | 67.2 (19.6)                                                                | 52.7 (11.5)                                                                | 39.9 (4.4)                                                                 | 64.2 (17.9)                                                                |
| Trung bình ngày °F (°C)                                                    | 25.7 (−3.5)                                                                | 29.6 (−1.3)                                                                | 39.8 (4.3)                                                                 | 50.0 (10.0)                                                                | 60.7 (15.9)                                                                | 72.4 (22.4)                                                                | 78.2 (25.7)                                                                | 75.3 (24.1)                                                                | 66.0 (18.9)                                                                | 53.8 (12.1)                                                                | 39.9 (4.4)                                                                 | 29.1 (−1.6)                                                                | 51.7 (11.0)                                                                |
| Tối thiểu trung bình ngày °F (°C)                                          | 14.2 (−9.9)                                                                | 17.5 (−8.1)                                                                | 26.7 (−2.9)                                                                | 36.7 (2.6)                                                                 | 48.0 (8.9)                                                                 | 60.0 (15.6)                                                                | 65.9 (18.8)                                                                | 62.7 (17.1)                                                                | 52.7 (11.5)                                                                | 40.5 (4.7)                                                                 | 27.0 (−2.8)                                                                | 18.3 (−7.6)                                                                | 39.2 (4.0)                                                                 |
| Thấp kỉ lục °F (°C)                                                        | −25 (−32)                                                                  | −19 (−28)                                                                  | −13 (−25)                                                                  | 11 (−12)                                                                   | 19 (−7)                                                                    | 37 (3)                                                                     | 42 (6)                                                                     | 42 (6)                                                                     | 22 (−6)                                                                    | 10 (−12)                                                                   | −5 (−21)                                                                   | −23 (−31)                                                                  | −25 (−32)                                                                  |
| Lượng Giáng thủy trung bình inches (mm)                                    | 0.78 (20)                                                                  | 0.91 (23)                                                                  | 1.63 (41)                                                                  | 2.60 (66)                                                                  | 4.24 (108)                                                                 | 3.78 (96)                                                                  | 4.17 (106)                                                                 | 3.55 (90)                                                                  | 2.38 (60)                                                                  | 1.98 (50)                                                                  | 1.30 (33)                                                                  | 0.96 (24)                                                                  | 28.28 (717)                                                                |
| Lượng tuyết rơi trung bình inches (cm)                                     | 5.0 (13)                                                                   | 7.7 (20)                                                                   | 3.5 (8.9)                                                                  | 1.0 (2.5)                                                                  | 0.0 (0.0)                                                                  | 0.0 (0.0)                                                                  | 0.0 (0.0)                                                                  | 0.0 (0.0)                                                                  | 0.0 (0.0)                                                                  | 0.4 (1.0)                                                                  | 2.0 (5.1)                                                                  | 5.4 (14)                                                                   | 25.0 (64)                                                                  |
| Số ngày giáng thủy trung bình (≥ 0.01 in)                                  | 3.6                                                                        | 3.5                                                                        | 5.7                                                                        | 7.4                                                                        | 9.8                                                                        | 8.3                                                                        | 7.8                                                                        | 7.6                                                                        | 6.3                                                                        | 5.3                                                                        | 4.1                                                                        | 3.8                                                                        | 73.2                                                                       |
| Số ngày tuyết rơi trung bình (≥ 0.1 in)                                    | 2.4                                                                        | 2.4                                                                        | 1.4                                                                        | 0.4                                                                        | 0.0                                                                        | 0.0                                                                        | 0.0                                                                        | 0.0                                                                        | 0.0                                                                        | 0.1                                                                        | 0.8                                                                        | 2.2                                                                        | 9.7                                                                        |
| Nguồn 1: NOAA                                                              |                                                                            |                                                                            |                                                                            |                                                                            |                                                                            |                                                                            |                                                                            |                                                                            |                                                                            |                                                                            |                                                                            |                                                                            |                                                                            |
| Nguồn 2: National Weather Service                                          |                                                                            |                                                                            |                                                                            |                                                                            |                                                                            |                                                                            |                                                                            |                                                                            |                                                                            |                                                                            |                                                                            |                                                                            |                                                                            |